# Gibbaeum album
Gibbaeum album är en isörtsväxtart som beskrevs av Nicholas Edward Brown. Gibbaeum album ingår i släktet Gibbaeum och familjen isörtsväxter. Inga underarter finns listade i Catalogue of Life.

## Externa länkar

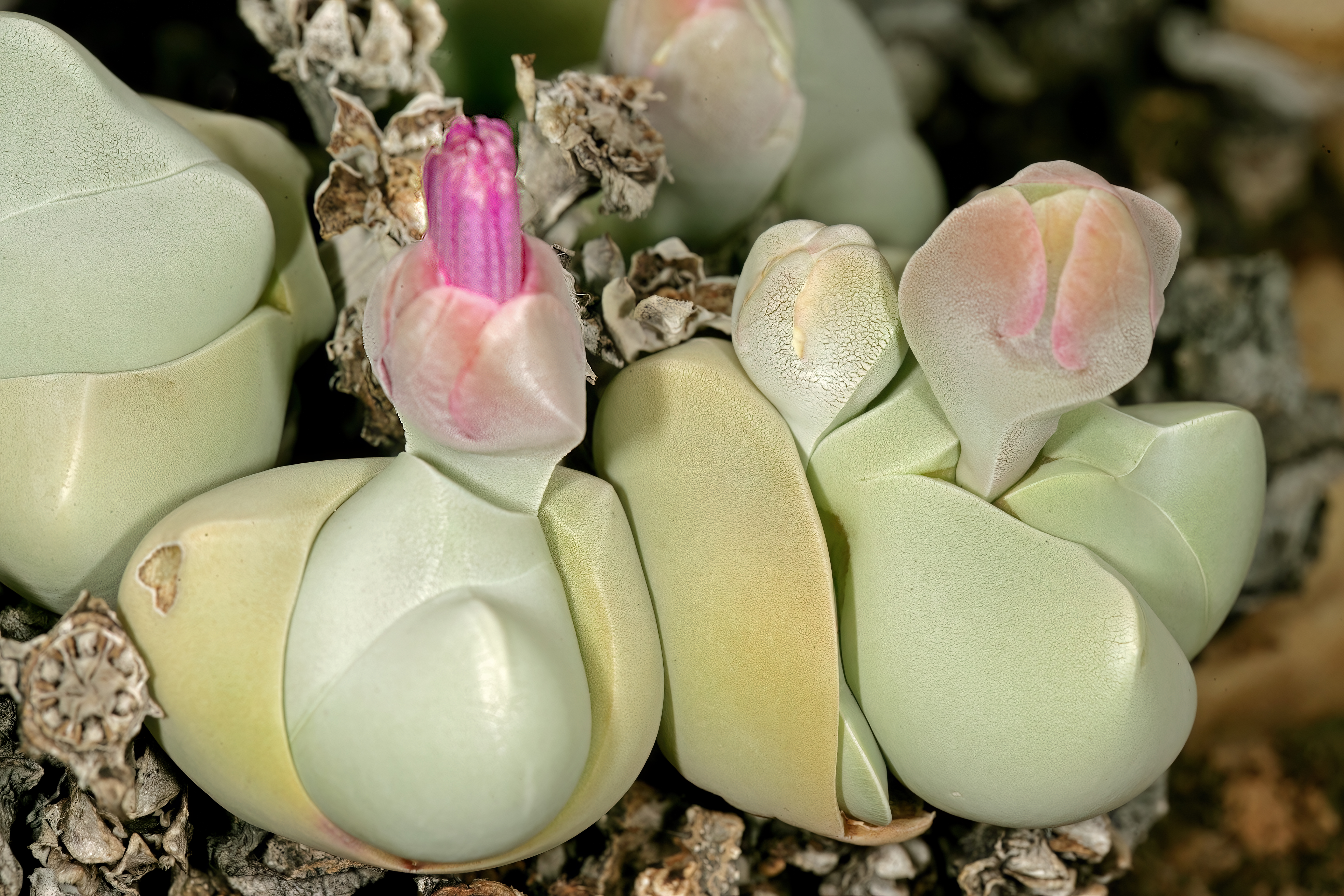
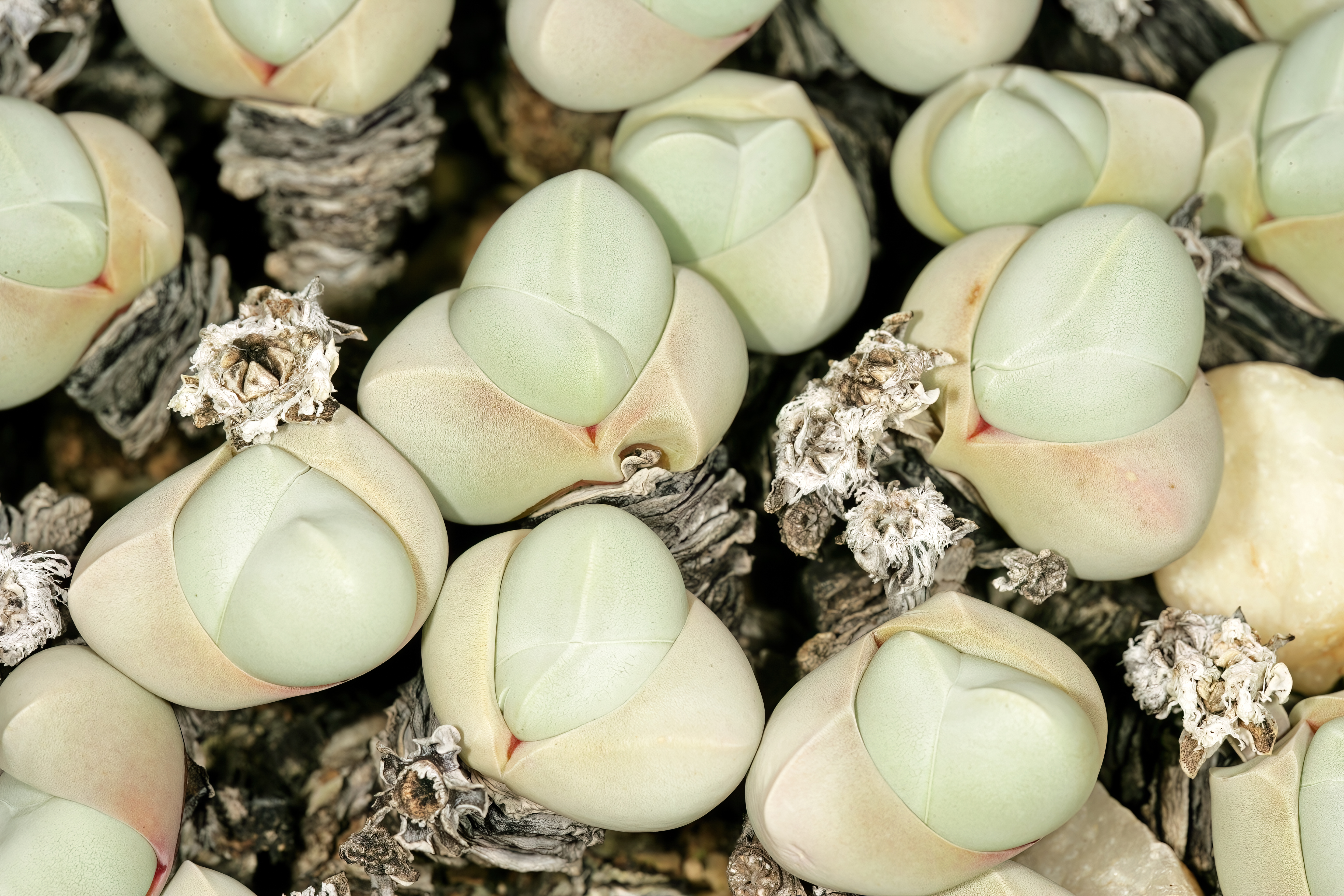